# Каден
Каден (нім. Kaden) — громада в Німеччині, розташована в землі Рейнланд-Пфальц. Входить до складу району Вестервальд. Складова частина об'єднання громад Вестербург.
Площа — 2,25 км2. Населення становить 580 ос. (станом на 31 грудня 2020).